# Formica rufolucida
Formica rufolucida är en myrart som beskrevs av Cedric A. Collingwood 1962. Formica rufolucida ingår i släktet Formica och familjen myror. Inga underarter finns listade i Catalogue of Life.